# Beppe Cino
Beppe Cino (eigentlich Giuseppe Cino, * 3. Februar 1947 in Caltanissetta) ist ein italienischer Filmregisseur und Drehbuchautor.

## Leben
Cino diplomierte am Centro Sperimentale di Cinematografia 1970 mit dem Examensfilm Otello er moro und wechselte in den Folgejahren zwischen eigenen Dokumentarfilmen und Aufgaben als Regieassistent, was er mehrfach für Roberto Rossellini und Vittorio De Sica übernahm. 1983 debütierte er mit dem originellen Il cavaliere, la morte, il diavolo nach eigenem Drehbuch und legte in den Folgejahren regelmäßig neue Arbeiten vor, seit Mitte der 1990er Jahre auch für das Fernsehen.
Cinos Arbeiten sind vielfältig: So ist La casa del buon ritorno ein Horrorfilm, 1989 folgte eine Komödie, 1992 drehte er mit In viaggio verso Est ein Road-Movie. Für das Fernsehen entstand 1995 der mit vielen Stars besetzte zweiteilige La Signora della città und zwei Jahre später eine Dokumentation über Roberto Rossellini. 2004 erschien mit Miracolo a Palermo!, seinem bislang letzten Film, eine dramatische Komödie.
Das ihm häufig zugeschriebene Pseudonym Bob J. Ross gehört zu Remo Angioli.

## Filmografie (Auswahl)
- 1974: Identikit (Darsteller)
- 1983: Il cavaliere, la morte, il diavolo
- 1987: Das Haus der blauen Schatten (La casa del buon ritorno)
- 1990: Liebe und Tod (Diceria dell'untore)